# 薩利卡米什戰役
薩勒卡默什戰役是第一次世界大戰期間俄羅斯帝國和鄂圖曼帝國之間的交戰，發生在1914年12月22日至1915年7月17日，是高加索戰役一部分。結果是俄羅斯的勝利。
戰爭原因是奧斯曼帝國欲奪回1877年俄土戰爭時割讓給俄羅斯的巴統和卡爾斯等地方，恩維爾帕夏希望取得成功將有助於打開通向第比利斯和其他地區的路線，另一個土耳其或德國的戰略目標是削減俄羅斯在里海周圍的石油資源。而德國則希望俄羅斯把兵力調回高加索減輕前線壓力。
奥斯曼试图使用德国在坦能堡战役中的战术，用第三集团军的第9、第10、第11三个军来摧毁俄军整个萨雷卡梅什集团。奧斯曼軍隊因準備冬季作戰條件不足而備受重創，在本廷山脈的阿拉修克伯山山區遭受重大人員傷亡（大批士兵凍死）。土耳其第 3 集团军几乎全军覆没。
之後，奧斯曼領袖恩維爾帕夏公開指責亞美尼亞人導致他戰敗，這場戰鬥成為亞美尼亞種族滅絕的前奏。